# ويليام كيربي (عالم حشرات)
ويليام كيربي (19 سبتمبر 1759 - 4 يوليو 1850) عالم حشرات إنجليزي، وعضو مهم في الجمعية اللينيانية اللندنية وحاصل على زمالة الجمعية الملكية في الجمعية الملكية، بالإضافة إلى كونه قسًا ريفيًا، لذلك كان مثالًا بارزًا لـ "القس الطبيعي".